# Francesco Bassano el Joven

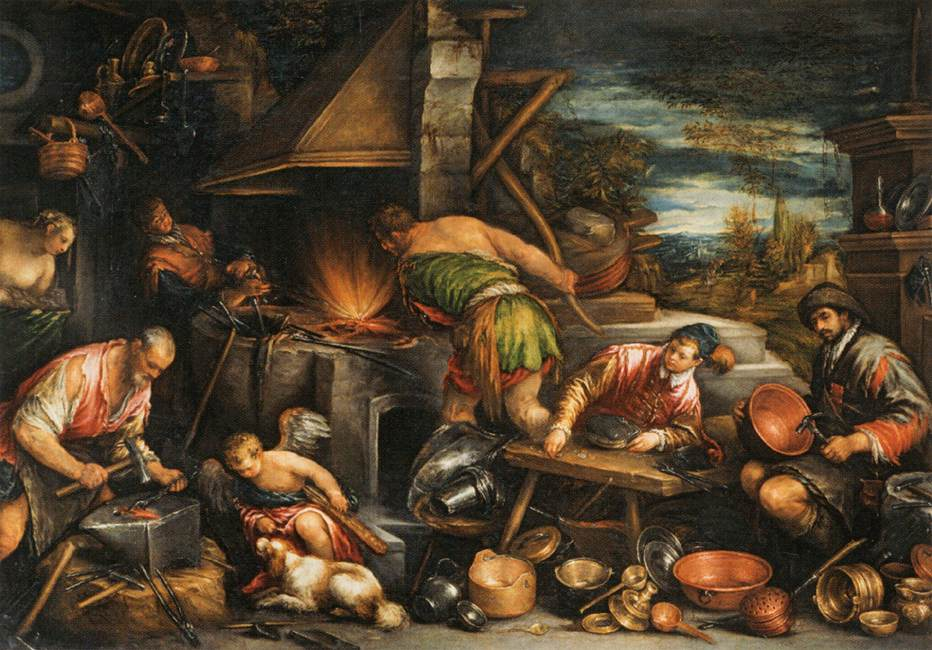
La fragua de Vulcano, Francesco Bassano el Joven, Louvre, París.

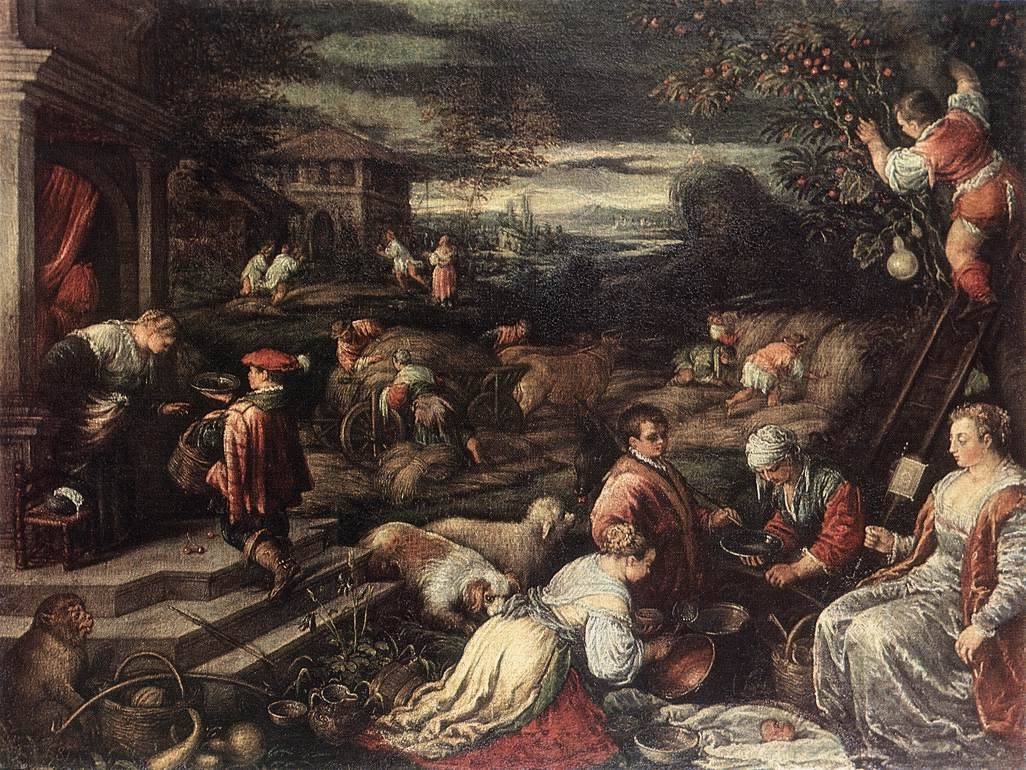
Verano.

Francesco Bassano el Joven, también conocido en España por Bassano el Mozo (Bassano del Grappa, 1549-Venecia, 4 de julio de 1592), fue miembro de una extensa familia de pintores italianos. Primer hijo de Jacopo Bassano.

## Carrera
Se inició colaborando con su padre y sus primeras obras conocidas pueden fecharse alrededor de 1568. Su estilo se distingue ligeramente del de Jacopo por su toque más enérgico, un tono más descuidado y un cierto manierismo en el tratamiento de los ropajes. En torno a 1574 inició un nuevo tipo de pinturas casi siempre oblongas, de tema bíblico al que se unen composiciones cíclicas de las estaciones, los elementos, etc., ambientadas en un amplio paisaje con elementos de género. Posiblemente sus concesiones al paisaje de alta línea de horizonte, perspectivas forzadas y predominio de árboles tienen su origen en pintores nórdicos como el flamenco Lucas van Valckenborch. El cuadro bíblico-pastoril había sido iniciado por Jacopo hacia 1565, pero en los años siguientes había caído en la repetición de taller. Es difícil señalar qué pinturas responden a una concepción de Jacopo y cuáles a una idea de Francesco hasta 1580, en que ya Francesco y su hermano Leandro están maduros para una eficaz colaboración y Jacopo apenas debe trabajar.
El Museo del Prado es especialmente rico en ejemplares de esta época en que la colaboración entre padre e hijo es muy frecuente. Desde La entrada de los animales en el arca de Noé, comprado por Tiziano en Venecia, hasta La reconvención de Adán o El hijo pródigo. También de estos años son los mejores de los cuadros bíblicos de Dresde.
En 1580-1581 se cree que estuvo en Florencia. Por esta época nacen muchas escenas evangélicas que tendrán luego numerosas réplicas: El rico Epulón, La Cena de Emaús, Cristo escarnecido, etc. Desde 1581 vivió en Venecia y multiplicó sus obras. Grandes y pobladas composiciones que encontraron el favor oficial, pero que muestran un agotamiento creador, como las conservadas en diversas salas del Palacio Ducal. Al periodo 1585-1590 se adscriben grandes retablos como el de la Asunción de San Luis de los Franceses de Roma o enormes composiciones como el Hércules del Museo de Viena. En sus últimos años su manera se aproximó cada vez más a la de su hermano Leandro. En el verano de 1592 se suicidó a causa del padecimiento por la tisis.